# تپه شنستق ۱
تپه شنستق ۱ در استان قزوین، شهرستان تاکستان، بخش خرمدشت روستای شنستق علیا واقع شده و این اثر در تاریخ ۲۵ اسفند ۱۳۷۹ با شمارهٔ ثبت ۳۳۰۳ به‌عنوان یکی از آثار ملی ایران به ثبت رسیده است.